# Batalion ON „Kościan”

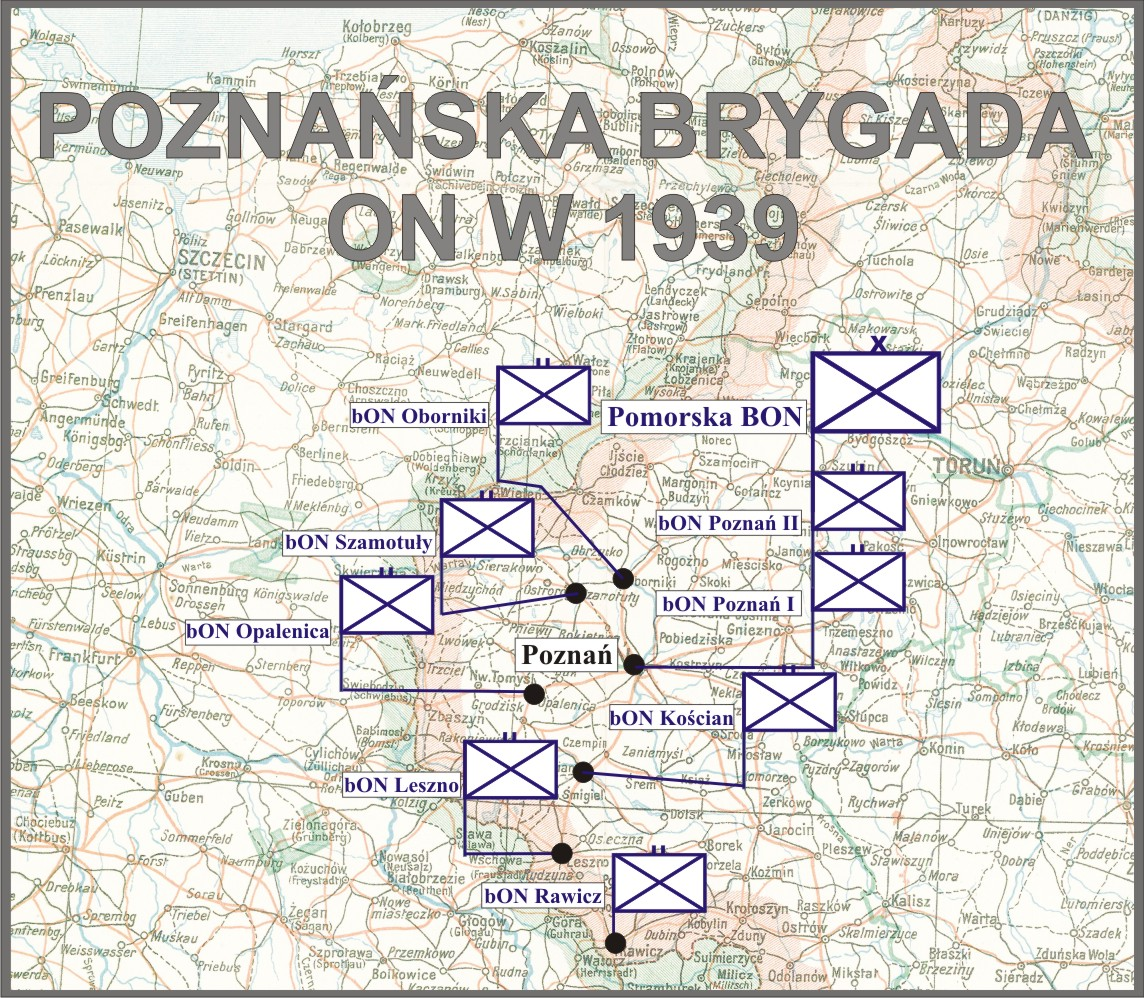
Poznańska Brygada ON

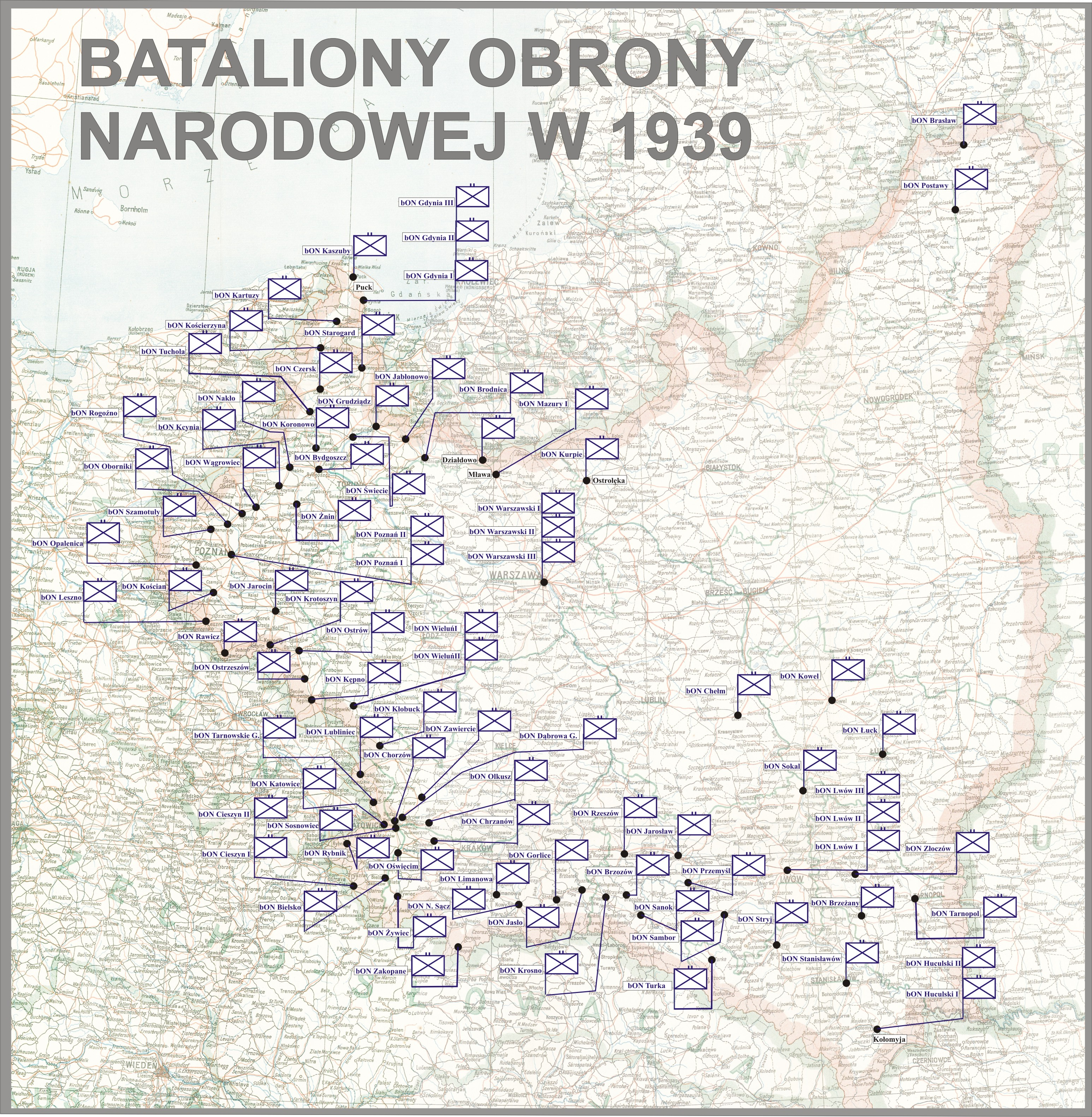
Obrona Narodowa w 1939

Kościański Batalion Obrony Narodowej (batalion ON „Kościan”) – pododdział piechoty Wojska Polskiego II RP.

## Formowanie batalionu
Batalion został sformowany w maju 1939 roku, w składzie Poznańskiej Brygady ON, według etatu batalionu ON typ IV.
Jednostką administracyjną i mobilizującą dla Kościańskiego batalionu ON był 55 pułk piechoty w Lesznie.
W lipcu 1939 roku batalion, pod względem taktycznym, został podporządkowany dowódcy Wielkopolskiej Brygady Kawalerii. 24 sierpnia 1939 roku batalion został zmobilizowany, a dwa dni później zajął pozycje wskazane przez gen. bryg. Romana Abrahama. Z chwilą wyjścia na pozycje wyjściowe batalion liczył:18 oficerów, 119 podoficerów, 553 szeregowców.  

## Działania bojowe batalionu
Batalion, bez 3 kompanii, zajął odcinek „Rogalin”, natomiast 3 kompania ON „Czempiń” weszła w skład Oddziału Wydzielonego „Czempiń” dowodzonego przez płk. Ignacego Kowalczewskiego.
W składzie 17 pułku Ułanów Wielkopolskich batalion rozpoczął swój udział w kampanii wrześniowej. W dniach 1-3 września 1939 roku batalion prowadził działania opóźniające. 3 września 1939 roku dowódca Armii „Poznań” rozkazał dowódcy Wielkopolskiej BK odesłać Kościański, Leszczyński i Rawicki batalion ON w rejon Miłosławia, do swojej dyspozycji. W nocy z 4 na 5 września wszystkie trzy bataliony ON przemaszerowały do Rudzicy. 6 września Kościański i Koźmiński bataliony ON utworzyły Zgrupowanie „Rudzica” pod dowództwem ppłk. dypl. Franciszka Junkera, którego zadaniem była osłona tyłów Armii „Poznań” na linii Kanału Morzysławskiego.

## Organizacja i obsada personalna
dowództwo batalionu i pododdziałów
- dowódca batalionu – kpt. Franciszek Czesław Trojanowski
- adiutant batalionu – ppor. rez. Sułczyński
- lekarz batalionu - kpt. lek. Oskar Bielawski
- dowódca 1 kompanii ON „Kościan” – por. rez. Stanisław Waligóra
  - dowódca I plutonu - ppor. rez. Leon Wdowicki
  - dowódca II plutonu - ppor. rez. Konrad Szukalski
  - dowódca III plutonu - ppor. rez. Fellmanm
  - dowódca plutonu ckm - chor. Wiktor Kaczmarek
- dowódca 2 kompanii ON „Śmigiel” – por. rez. Stanisław Cybulski
  - dowódca I plutonu - ppor. rez. Edward Szwarc
  - dowódca II plutonu - ppor. rez. Stanisław Plewa
  - dowódca III plutonu - ppor. rez. Jan Wąsiak
  - dowódca plutonu ckm - ppor. rez. Roman Cieślewski
- dowódca 3 kompanii ON „Czempiń” – ppor. rez. Alfons Wiśniewski
  - dowódca I plutonu - ppor. rez. Wert
  - dowódca II plutonu - ppor. rez. Małecki
  - dowódca III plutonu - plut. Antoni Hertman
  - dowódca plutonu ckm - kpr. Stanisław Wojtyniak
- dowódca plutonu zwiadu (kolarzy) – ppor. rez. Józef Tokarczyk
- dowódca plutonu łączności – plut. rez. Stefan Kłapsa

## Uzbrojenie (faktyczne)
- 6 ciężkich karabinów maszynowych Hotchkiss wz.14[7]
- 27 ręcznych karabinów maszynowych[7]
- 1 moździerz piechoty 81 mm wz. 31[7]
- 611 karabinów wz.16[7]
- 2008 granatów[7]